# Antonio Pinto Soares
Antonio Pinto Soares (Porto, 1780 – 1865) è stato un politico costaricano capo di stato della Costa Rica dall'11 settembre al 27 settembre, 1842.
I suoi genitori erano Alexandre Pinto e Maria Custodia Soares.
Nato a Porto, in una famiglia ricca, diventò un marinaio e negli anni del 1800 andò in Costa Rica. Sposò María del Rosario Castro y Ramírez a San José nel 1813. Prestò il servizio militare per molti decenni e prese parte alla guerra civile del 1823 e 1835.
Guidò l'insurrezione popolare che sconfisse Francisco Morazán l'11 settembre del 1842, e servì il Paese come Capo dello Stato fino il 27 settembre, quando pacificamente il potere nelle mani José María Alfaro.
Morì a San José nel 1865.